# Лайон (округ, Айова)
Шаблон:StateAbbr_ 43°23′00″ пн. ш. 96°13′00″ зх. д. / 43.383333333333° пн. ш. 96.216666666667° зх. д.
Округ Лайон (англ. Lyon County) — округ (графство) у штаті Айова, США. Ідентифікатор округу 19119.

## Історія
Округ утворений 1851 року.

## Демографія
За даними перепису
2000 року
загальне населення округу становило 11763 осіб, усе сільське.
Серед мешканців округу чоловіків було 5834, а жінок — 5929. В окрузі було 4428 домогосподарств, 3264 родин, які мешкали в 4758 будинках.
Середній розмір родини становив 3,13.
Віковий розподіл населення поданий у таблиці:
| Стать    | До 15 років | 15-21 | 22-29 | 30-39 | 40-49 | 50-65 | 65-85 | Понад 85 |
| -------- | ----------- | ----- | ----- | ----- | ----- | ----- | ----- | -------- |
| Чоловіки | 1387        | 626   | 485   | 735   | 888   | 780   | 829   | 104      |
| Жінки    | 1296        | 513   | 448   | 717   | 844   | 833   | 1039  | 239      |

## Суміжні округи
- Рок, Міннесота — північ
- Ноблс, Міннесота — північний схід
- Оссеола — схід
- Сіу — південь
- Лінкольн, Південна Дакота — захід
- Міннігага, Південна Дакота — північний захід

## Виноски
1. ↑  U.S. Decennial Census. United States Census Bureau. Архів оригіналу за 4 квітня 2018. Процитовано 18 липня 2014.
2. ↑  Historical Census Browser. University of Virginia Library. Архів оригіналу за 11 серпня 2012. Процитовано 18 липня 2014.
3. ↑  Population of Counties by Decennial Census: 1900 to 1990. United States Census Bureau. Архів оригіналу за 22 квітня 2014. Процитовано 18 липня 2014.
4. ↑  Census 2000 PHC-T-4. Ranking Tables for Counties: 1990 and 2000 (PDF). United States Census Bureau. Архів оригіналу (PDF) за 18 грудня 2014. Процитовано 18 липня 2014.
5. ↑  State & County QuickFacts. United States Census Bureau. Архів оригіналу за 7 червня 2011. Процитовано 18 липня 2014.(англ.) Наведено за англійською вікіпедією.
6. ↑  American FactFinder. Бюро перепису населення США. Архів оригіналу за 20 березня 2010. Процитовано 31 січня 2008.

| США | Це незавершена стаття з географії США. Ви можете допомогти проєкту, виправивши або дописавши її. |